# Karl Kristoffer Arfwedson
Pour les articles homonymes, voir Arfwedson.
Karl (ou Carl) Kristoffer Arfwedson, né le 7 mars 1735 à Stockholm où il est mort le 20 juin 1826, est un banquier suédois.

## Biographie
Fils du marchand Abraham Arfwedson (sv) et de sa femme Maria Elisabeth Pauli, la Maison Arfwedson est déjà l'une des plus importantes entreprises de Suède lorsque Karl succède à son père. Celui-ci est envoyé en 1762 en Angleterre pour étudier le commerce, et, de retour en Suède, il assiste son père pendant quelques années avant de créer en 1771 la société Tottie & Arfwedson en s'alliant à Anders Tottie. 
Directeur de la Compagnie suédoise des Indes occidentales, gouverneur de Saint-Barthélemy alors suédoise, il est élu à l'Académie royale des sciences de Suède. 
Jules Verne mentionne la société dans son roman De la Terre à la Lune. Il écrit alors par erreur « Arfuredson » (chapitre XII). 